# 艾維鎮區 (北卡羅萊納州班康縣)
艾維鎮區（英語：Ivy Township）是位於美國北卡羅萊納州班康縣的一個鎮區。

## 地方資料
艾維鎮區的面積為158.24平方千米，皆為陸地。根據2020年美國人口普查的數據，當地共有人口4074人，而人口密度為每平方千米25.75人。